# Heteropoda debilis
Heteropoda debilis este o specie de păianjeni din genul Heteropoda, familia Sparassidae. A fost descrisă pentru prima dată de L. Koch, 1875.
Este endemică în Samoa. Conform Catalogue of Life specia Heteropoda debilis nu are subspecii cunoscute.